# Heino Krabu

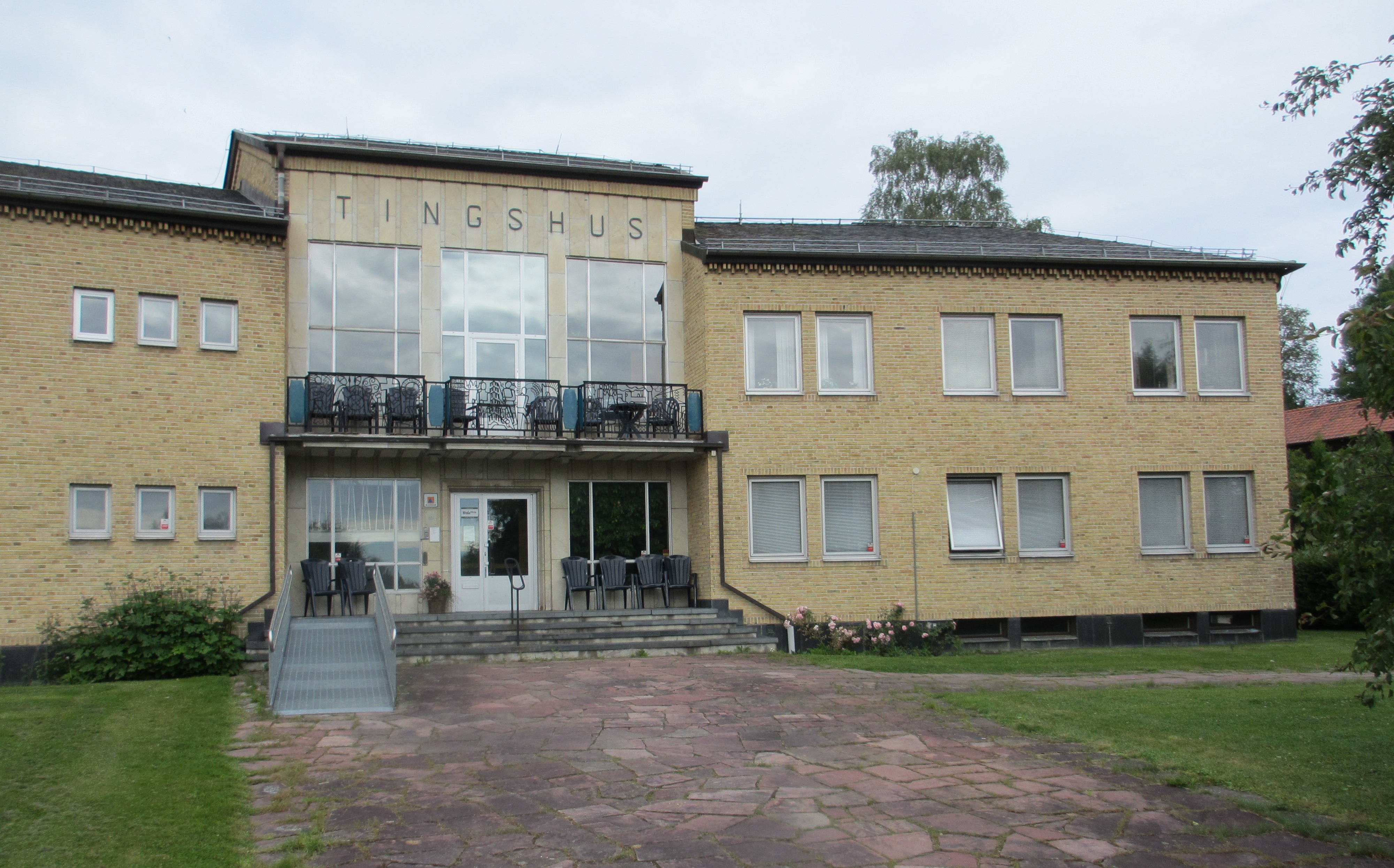
Bollnäs tingshus (1953).

Heino Krabu, född 19 februari 1923 i Narva-Jõesuu, Estland, död 7 augusti 2007 i Söderhamn, var en estnisk-svensk ingenjör och arkitekt.
Efter ingenjörsexamen vid Tallinns Teknikums byggnadslinje 1943 var Krabu verksam som ingenjör i Linnavuori i Finland och Valmets Flygfabriks byggnadskontor 1943–1944, vid länsarkitektkontoret i Gävle 1945–1946, hos stadsarkitekt Cyril Stackell i Söderhamn 1946–1964 och var efter dennes död 1964 chef för Stackells Arkitektkontor AB, från 1968 Heino Krabu Arkitektkontor AB som hade kontor i både Söderhamn och Bollnäs. 
Av Krabus verk i Söderhamn kan nämnas hyreshus på Tallbacken och på Väster, villor på Klossdammen och renoveringen av kvarteret
Pilen samt i Bollnäs stadshuset, tingshuset och Karlslunds äldrebostäder. I samband med Estlands självständighetsförklaring 1991 var han starkt engagerad i hjälpsändningar dit och blev även utnämnd till hedersmedborgare i sitt gamla hemland. Hans son Juha Krabu (1947–2015) var också arkitekt och drev arkitektkontoret vidare under senare år.